# Instituto Federal do Rio Grande do Norte
O Instituto Federal de Educação, Ciência e Tecnologia do Rio Grande do Norte (IFRN) é uma instituição que oferece educação básica, profissional e superior, de forma "pluricurricular". É uma instituição multicampi, especializada na oferta de educação profissional e tecnológica nas diferentes modalidades de ensino, com base na conjugação de conhecimentos técnicos e tecnológicos às suas práticas pedagógicas. Criado mediante transformação do Centro Federal de Educação Tecnológica do Rio Grande do Norte (CEFET-RN), o IFRN possui hoje uma estrutura multicampi, com unidades de ensino em diversas regiões estratégicas do estado. 
De acordo com o Índice Geral de Cursos (IGC) de 2009, elaborado pelo Instituto Nacional de Estudos e Pesquisas Educacionais Anísio Teixeira (INEP), o IFRN foi considerado naquele ano o segundo melhor centro universitário do país. Atualmente, com dados do IGC 2010, o IFRN se encontra na 17ª posição contando apenas os Institutos Federais de Educação e na 257ª na classificação geral.
O IFRN possui unidades nos municípios de Natal: Central, Zona Norte, Centro Histórico (Unidade Rocas e Cidade Alta), Zona Leste (EAD), Mossoró, Parnamirim, São Gonçalo do Amarante, Ceará-Mirim, Caicó, Currais Novos, Santa Cruz, Nova Cruz, Apodi, João Câmara, Canguaretama, Macau, Pau dos Ferros, São Paulo do Potengi, Ipanguaçu, Parelhas, Lajes e Jucurutu.

## História
O Instituto Federal de Educação, Ciência e Tecnologia do Rio Grande do Norte (IFRN) surgiu, no ano de 1909, no contexto de uma ação político-educacional do então presidente do Brasil, Nilo Peçanha, que objetivou conceder a instrução primária e profissional a filhos de trabalhadores; criando, através do Decreto n.º 7.566, dezenove escolas de aprendizes artífices e implantando o ensino técnico industrial, em todo o território nacional. 
No ano seguinte (1910), num prédio situado no bairro da Cidade Alta, onde funcionara o antigo Hospital da Caridade de Natal, foi instalada a Escola de Aprendizes Artífices do Rio Grande do Norte, formando aprendizes em suas oficinas de alfaiataria, funilaria, marcenaria, sapataria e serralharia.
Em 1914, essa escola foi transformada em Liceu Industrial e passou a funcionar na Avenida Rio Branco, uma das principais artérias da capital potiguar, onde permaneceu até o ano de 1967 (atualmente o prédio foi restaurado e abriga a Unidade Rio Branco do Câmpus Natal - Cidade Alta).

Ao longo da sua história centenária, a instituição passou por várias mudanças decorrentes de políticas educacionais do Governo Federal, como a da década de 1940, quando incorporou o ginásio industrial aos antigos cursos e passou a ser chamada Escola Industrial de Natal; e a de 1959, quando sofreu uma reestruturação administrativa e teve seu nome mudado para Escola Industrial Federal do Rio Grande do Norte. 
Porém, as mudanças mais significativas na "Escola" (como era mais conhecida) ocorreram em 1967, com a conclusão do câmpus da Avenida Senador Salgado Filho; e, em 1968, com a ascensão do ensino industrial ao nível de 2º grau, fazendo surgir a Escola Técnica Federal do Rio Grande do Norte (ETFRN).
Em 1993 a "Escola" começa a reservar 50% das vagas nos cursos a alunos egressos das escolas públicas.
Somente, no ano de 1994, inicia sua adequação ao modelo de ensino dos "centros de educação tecnológica" existentes no Brasil, desde 1978. Esse processo foi concluído, em 18 de janeiro de 1999, quando o então presidente do Brasil Fernando Henrique Cardoso assinou o decreto que transformou a "Escola" em Centro Federal de Educação Tecnológica do Rio Grande do Norte (identificada pela sigla CEFET-RN).
No início do presente milênio, o CEFET-RN havia se consolidado como centro de excelência em educação tecnológica no país; e afirmado a missão de formar "o trabalhador-cidadão, ético e consciente das suas responsabilidades sociais", apto para atuar no processo produtivo e participar criticamente das transformações político-sociais da comunidade nos câmpus de Natal (Câmpus sede e Zona Norte), Mossoró, Ipanguaçu e Currais Novos.
Em 2008, por força do Projeto de Lei 3775/2008 foi transformado no Instituto Federal de Educação, Ciência e Tecnologia do Rio Grande do Norte (IFRN) tendo passado por uma reestruturação e mudado de nome no ano seguinte.
Com a promulgação da Lei de Cotas (lei nº 12.711/2012), instituindo a política de cotas sociais e raciais nas instituições federais de ensino, os critérios financeiro e racial se somaram aos das cotas sociais para ingresso nos cursos técnicos e superiores de graduação do Instituto.

## Estrutura
O IFRN possui cerca de 28 mil alunos nos seus 22 campi distribuídos por todas as regiões do Estado do Rio Grande do Norte, oferecendo cursos técnicos e superiores, nas modalidades presencial e à distância. 
Ao todo, são 109 cursos oferecidos, nas áreas de Agricultura e Veterinária; Ambiente, Saúde e Segurança; Apoio Educacional; Ciências da Natureza; Ciências Humanas; Ciências, Matemática e Computação; Ciências Sociais, Negócios e Direito; Controle e Processos Industriais;  Educação; Engenharia, Produção e Construção; Gestão e Negócios; Hospitalidade e Lazer; Humanidade e Artes; Informação e Comunicação; Infraestrutura; Matemática;  Multidisciplinar; Produção Alimentícia; Produção Cultural e Design; Produção Industrial; Recursos Naturais; Saúde e Bem-estar Social e  Serviços.
O instituto atua na formação inicial e continuada de professores, sobretudo nas áreas em que a carência de docentes é maior, como Matemática, Química, Biologia, Física e Geografia. Além dos cursos regulares, o IFRN oferece mais de 100 cursos de curta e média durações para pessoas com os mais diversos níveis de escolaridade, através dos (Pronatec/Bolsa Formação) e o programa Mulheres Mil.
A instituição oferece também, para a comunidade acadêmica, programas de iniciação científica e tecnológica; de fomento a projetos de pesquisa e inovação; e de incubação de empresas. Estes programas são executados com recursos próprios e de agências de fomento (CNPq, CAPES, FAPERN, FUNCERN, Petrobrás), permitindo a difusão da produção científica em eventos, mostras tecnológicas e na publicação de artigos em periódicos especializados no Brasil e no exterior.
Desde 2016, a instituição vem investindo em placas de energia solar, hoje instalada em todos os campi, gerando uma economia de cerca de R$ 30mil por ano.

### Campi
- Apodi
- Caicó
- Canguaretama
- Ceará-Mirim
- Currais Novos
- Ipanguaçu
- João Câmara
- Lajes
- Macau
- Mossoró
- Natal - Central

Mapa dos campi IFRN no Rio Grande do Norte.

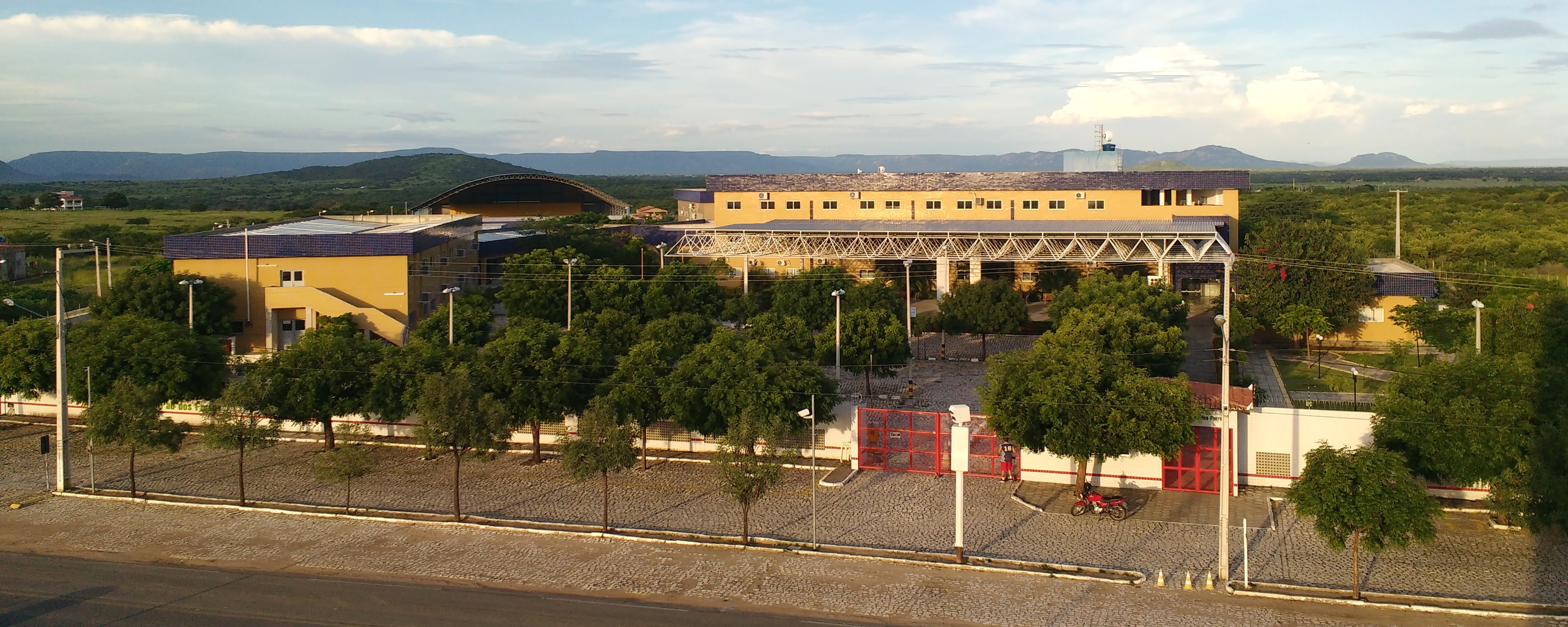
Campi IFRN de Pau dos Ferros.

- Natal - Cidade Alta (Rio Branco e Rocas)
- Natal - Zona Leste (EAD)
- Natal - Reitoria
- Natal - Zona Norte
- Nova Cruz
- Parelhas
- Parnamirim
- Pau dos Ferros
- Santa Cruz
- São Gonçalo do Amarante
- São Paulo do Potengi